# Frankland River (vattendrag i Australien, Tasmanien)
Frankland River är ett vattendrag i Australien. Det ligger i delstaten Tasmanien, i den sydöstra delen av landet, omkring 290 kilometer nordväst om delstatshuvudstaden Hobart.
I omgivningarna runt Frankland River växer i huvudsak städsegrön lövskog. Trakten runt Frankland River är nära nog obefolkad, med mindre än två invånare per kvadratkilometer. Genomsnittlig årsnederbörd är 1 832 millimeter. Den regnigaste månaden är augusti, med i genomsnitt 266 mm nederbörd, och den torraste är januari, med 75 mm nederbörd.